# Ectinoides
Ectinoides là một chi bọ cánh cứng trong họ 
Elateridae.
Chi này được miêu tả khoa học năm 1966 bởi Kishii.

## Các loài
Chi này có các loài:
- Ectinoides insignitus (Lewis, 1894)